# Le Roi de Las Vegas
Le Roi de Las Vegas (Father of the Pride) est une série télévisée d'animation américaine en quatorze épisodes de 22 minutes, créée par Jeffrey Katzenberg dont douze épisodes ont été diffusés entre le 31 août 2004 et le 27 mai 2005 sur le réseau NBC.
En France, la série a été diffusée à partir du 22 décembre 2005 sur Série Club et au Québec à partir de septembre 2008 sur Télétoon.

## Synopsis
La série raconte l'histoire de Larry le lion blanc et sa famille. Larry est le clou du spectacle de magie de Siegfried & Roy à Las Vegas.

## Distribution

### Voix originales
- John Goodman : Larry
- Cheryl Hines : Kate
- Danielle Harris : Sierra
- Daryl Sabara : Hunter
- Carl Reiner : Sarmoti
- Orlando Jones : Snack
- Julian Holloway : Siegfried Fischbacher
- David Herman : Roy Horn

### Voix françaises
- Gérard Rinaldi : Larry
- Ivana Coppola : Kate
- Chantal Macé : Sierra / Hunter / Victoria
- Bernard Tiphaine : Sarmoti
- Antoine Nouel : Siegfried Fischbacher
- Emmanuel Karsen : Roy Horn
- Laurent Mantel : Carville, Chauffeur, Singe, Tommy
- Joël Martineau
- Pierre-François Pistorio
- Éric Métayer
- Jérémy Prévost
- Patrick Préjean
- Patricia Legrand
- Marie-Martine Bisson

## Épisodes
1. C'est grave docteur ? (Stage Fright)
2. Un beau-père de rêve (Sarmoti Moves In)
3. Herbe à lions (Catnip and Trust)
4. Un lion au régime (On Man's Meat is Another Man's Girlfriend)
5. Qu'est-ce qui est noir, blanc et qui déprime tout le temps ? (What's Black and White and Depressed All Over?)
6. Larry Superstar (Larry's Debut and Sweet Darryl Hannah Too)
7. Vive la Révolution (And the Revolution Continues)
8. Le Dindon de la Farce (The Thanksgiving Episode)
9. Une nouvelle télé (Possession)
10. L'Âne (Donkey)
11. Excursion nocturne (Road Trip)
12. Boulettes de viande (Rehabilitation)
13. Émancipation féline (The Siegfried and Roy Fantasy Experience Movie)

## Commentaires
- Le budget de chacun des épisodes du Roi de Las Vegas a été évalué à 1.6 million de dollars. Faute d’audience suffisante, la série animée n’a eu droit qu’à 13 épisodes sur NBC[1].